# Agrotis huguenini
Agrotis huguenini là một loài bướm đêm trong họ Noctuidae.